# Dworzec autobusowy Rataje

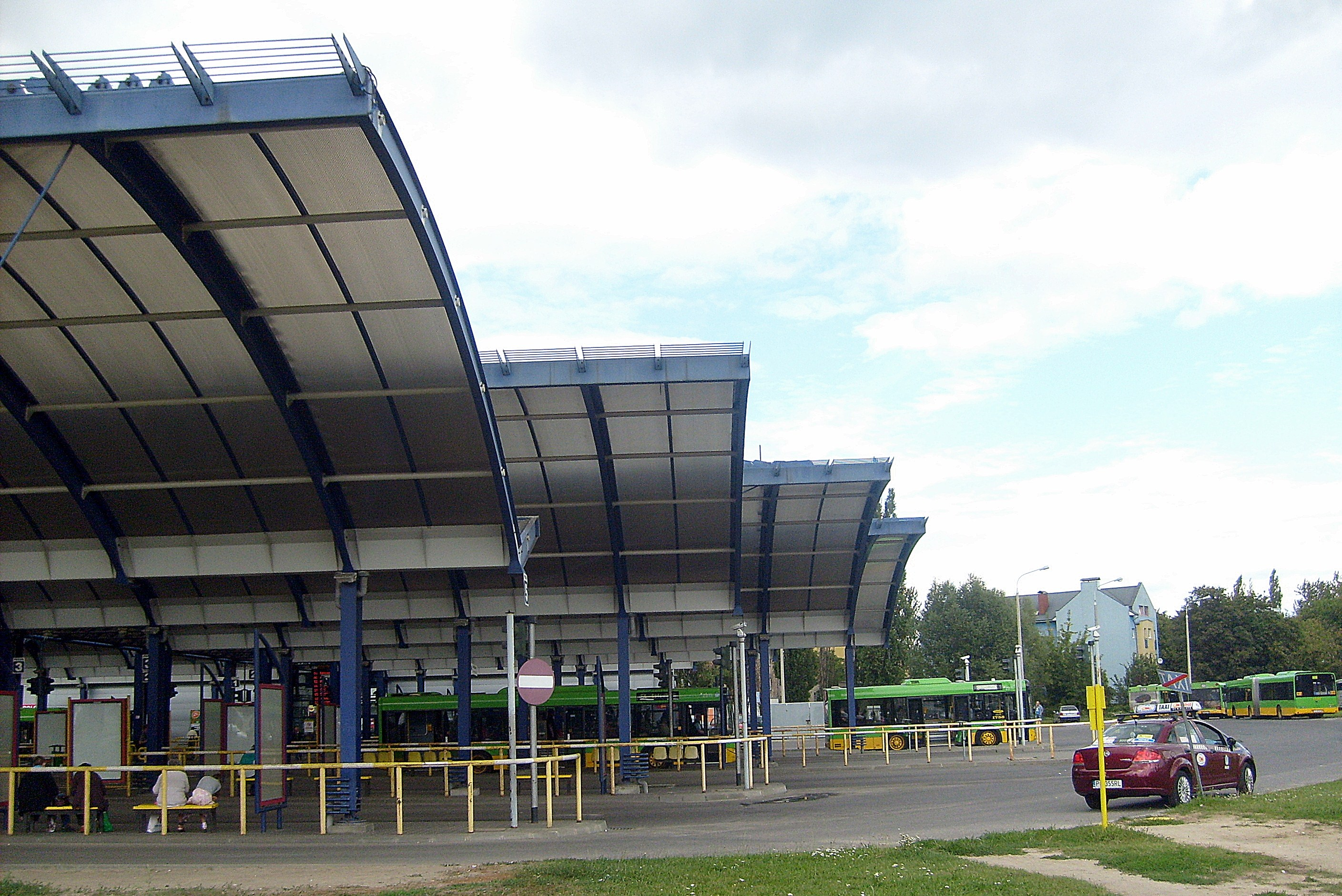
Perony dworca

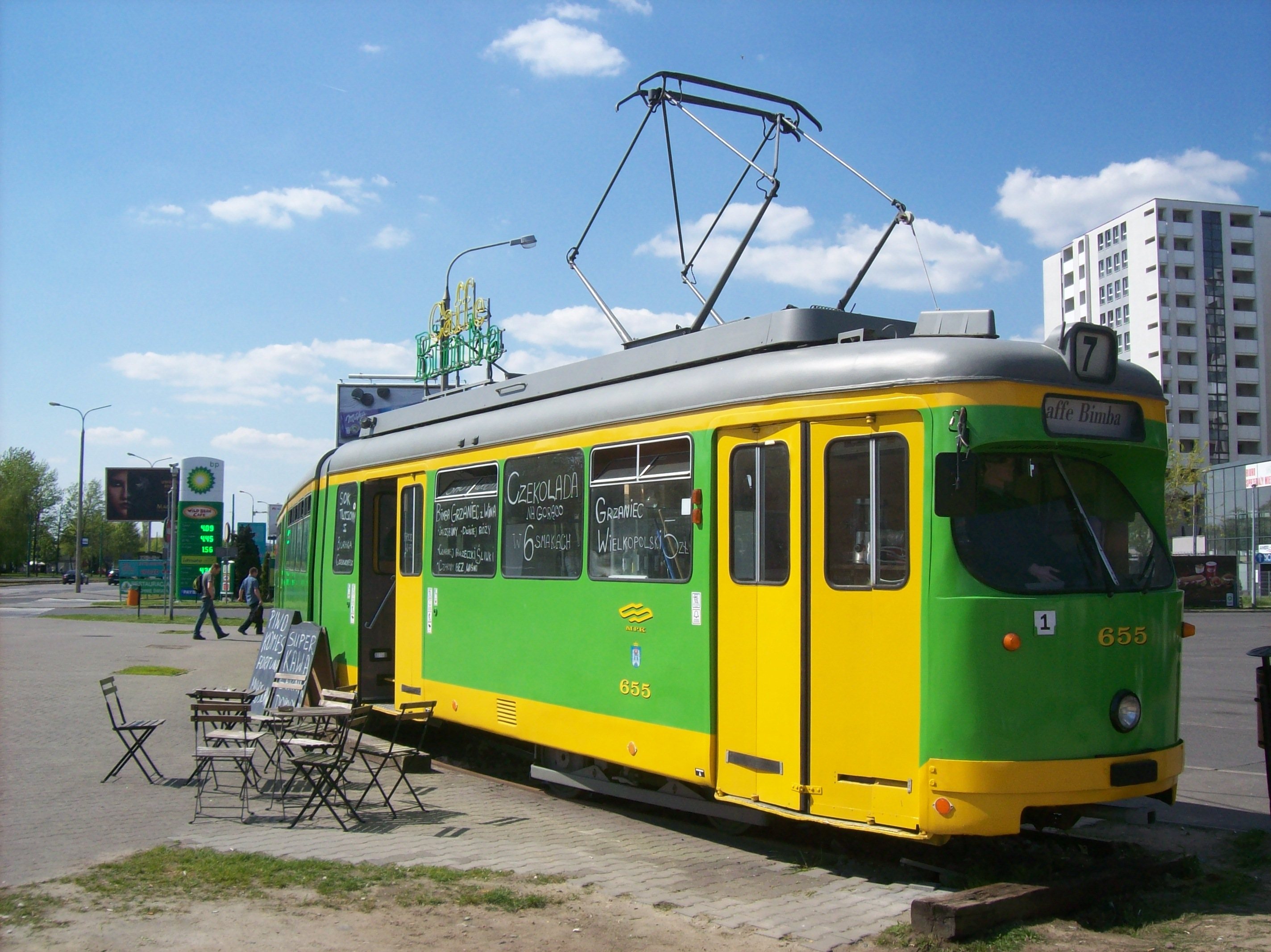
Caffe Bimba

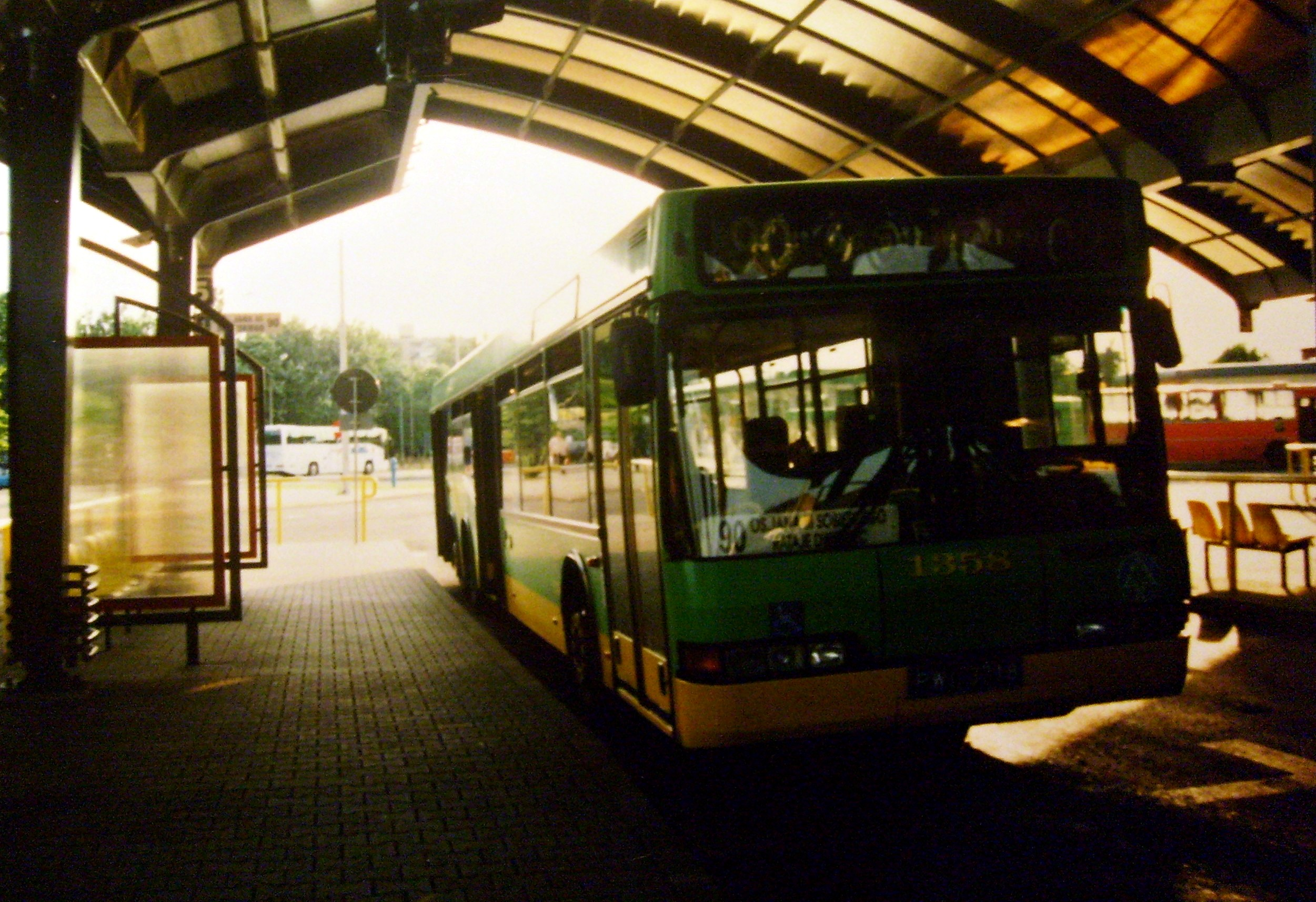
Neoplan N4020 #1358 na terenie dworca (1999)

Dworzec autobusowy Rataje – węzeł przesiadkowy miejskiej i podmiejskiej komunikacji autobusowej, zlokalizowany przy ul. Bolesława Krzywoustego 19 – w bezpośrednim sąsiedztwie ronda Rataje – w rejonie Świętego Rocha na obszarze jednostki pomocniczej Osiedle Rataje w Poznaniu. Rondo jest także bardzo istotnym punktem integracyjnym poznańskiej komunikacji tramwajowej. Obok funkcjonuje stacja benzynowa BP, wznosi się apartamentowiec Tarasy Warty oraz znajduje się tramwaj-kawiarnia (Düwag GT8) Caffe Bimba.

## Historia
Od 1953 przy rondzie istniał postój autobusów. 22 lipca 1979 w obecności wojewody Stanisława Cozasia i prezydenta miasta Władysława Ślebody został otwarty dworzec autobusowy (zbiorowy przystanek autobusowy o wydzielonych peronach). 20 października 1998 roku rozpoczęła się budowa nowego budynku dworca.

## Budynek dworca
Budynek dworca, z charakterystycznymi ekspresyjnymi wiatami nad peronami, został oddany do użytku 1 maja 1999. Autorem projektu była Pracownia Architektoniczna Ewy i Stanisława Sipińskich. Konstrukcja wisząca pięciu rzędów wiat opiera się na czterech pylonach-portykach, tworzących prostopadłe do peronów przejście dla pasażerów. Przejście to wieńczy piętrowy pawilon kasowy z poczekalnią i pomieszczeniami socjalnymi dla kierowców. Całość utrzymana jest w tonacji granatowo-szarej.
Według Jarosława Trybusia, znawcy poznańskiej architektury, obiekt nawiązuje do XIX-wiecznych konstrukcji inżynieryjnych poprzedzających modernizm. Jego usytuowanie i wygląd pozwalają na ogląd z wielu stron bez utraty atrakcyjności wizualnej.

## Zabudowa
Źródło
- powierzchnia działki: 10 696 m²
  - plac manewrowy, jezdnie i chodniki: 7786 m²
  - zieleń: 2500 m²
  - budynek dworca:
    - powierzchnia użytkowa: 407,82 m²
    - kubatura: 2 179,76 m³

  - zadaszenie peronów: 2 834,6 m²
    - powierzchnia użytkowa: 1754 m²
    - kubatura: 19 274,3 m³
    - kondygnacje: niepełne 2

## Linie autobusowe
Z dworca odjeżdżają autobusy komunikacji miejskiej, a także podmiejskiej do gmin Kleszczewo, Swarzędz, Kórnik i Zaniemyśl.
| linia         | trasa |
| linie dzienne | linie dzienne |
| ------------- | --- |
| 152           | RONDO RATAJE – Zamenhofa – Piłsudskiego – Inflancka – Kurlandzka – Szwajcarska – abpa Dymka – Piwna – Kobylepole – Borówki – DARZYBÓR |
| 162           | RONDO RATAJE – Jana Pawła II – Rondo Rataje – Zamenhofa – Piłsudskiego – Inflancka – Bobrzańska – Krzywoustego – Torowa – Pokrzywno – Garaszewo – Krzesiny – KRZESINY – Pabianicka – Tarnowska – Ostrowska – Ługańska – Krzywoustego – Wiatraczna – Inflancka – Piłsudskiego – Zamenhofa – Rondo Rataje – Krzywoustego – RONDO RATAJE Pierwsze kursy w dni świąteczne: RONDO RATAJE – ... – Ostrowska – Spławie – SPŁAWIE – Spławie – Gospodarska – Glebowa – Skibowa – Szczepankowo – Ługańska – Krzywoustego – ... – RONDO RATAJE Trasa jednokierunkowa                                                                                      |
| 166           | RONDO RATAJE – Jana Pawła II – Rondo Rataje – Zamenhofa – Piłsudskiego – Inflancka – Bobrzańska – Chartowo – Kurlandzka – Szwajcarska – Folwarczna - Piwna - abpa Dymka – Browarna – Światopełka – Warszawska – Sośnicka – Sarnia – Kamieńska – Starachowicka – ZIELINIEC Powrót: ZIELINIEC – Kamieńska – ... – Szwajcarska – Szwajcarska Szpital – Kurlandzka – Chartowo – Wiatraczna – Inflancka – ... – RONDO RATAJE |
| 181           | RONDO RATAJE – Jana Pawła II – Rondo Rataje – Zamenhofa – Piłsudskiego – Inflancka – Piaśnicka – Chartowo – Dymka – Szwajcarska – Szwedzka - Krzywoustego – KRZYWOUSTEGO KINEPOLIS Powrót: KRZYWOUSTEGO KINEPOLIS – Klenowska – Szwedzka – ... – Zamenhofa – Rondo Rataje – Krzywoustego – RONDO RATAJE |
| 184           | RONDO RATAJE – Jana Pawła II – Rondo Rataje – Zamenhofa – Krucza – Orla – Pawia – Inflancka – Kurlandzka – Szwajcarska – SZWAJCARSKA CENTRUM HANDLOWE – Szwajcarska – Szwajcarska Szpital – Kurlandzka – abpa Baraniaka – Jana Pawła II – Rondo Śródka – Warszawska – św. Michała – Termalna – TERMY MALTAŃSKIE Wybrane kursy: RONDO RATAJE – ... – TERMY MALTAŃSKIE – Grodzieńska – Krańcowa – NOWE ZOO Powrót: NOWE ZOO – ... – TERMY MALTAŃSKIE – ... – Kurlandzka – Szwajcarska – SZWAJCARSKA CENTRUM HANDLOWE – Szwajcarska – Szwajcarska Szpital – Kurlandzka – Inflancka – ... – Zamenhofa – Rondo Rataje – Krzywoustego – RONDO RATAJE |
| 196           | RONDO RATAJE – Jana Pawła II – Rondo Rataje – Zamenhofa – Piłsudskiego – Inflancka – Kurlandzka – Bobrzańska – Krzywoustego – Torowa – Rondo Szczepankowo im. Mycielskich – Ostrowska – Tarnowska – Pabianicka – KRZESINY – Krzesiny – Garaszewo – Pokrzywno – Torowa – Rondo Szczepankowo im. Mycielskich – Ługańska – Krzywoustego – Wiatraczna – Inflancka – Piłsudskiego – Zamenhofa – Rondo Rataje – Krzywoustego – RONDO RATAJE Trasa jednokierunkowa |
| linie nocne   | |
| 227           | KOZIEGŁOWY OS. LEŚNE – Koziegłowy/Marszałka Józefa Piłsudskiego – Koziegłowy/Poznańska – Koziegłowy/Gdyńska – Gdyńska – Główna – Zawady – Prymasa Augusta Hlonda – Podwale – Rondo Śródka – Jana Pawła II – Rondo Rataje – Bolesława Krzywoustego – RONDO RATAJE Wybrane kursy: - JANIKOWO – Janikowska – Bałtycka – Gnieźnieńska – Główna – … – RONDO RATAJE - KICIN PĘTLA – Kicin/Nowe Osiedle – Kicin/Poznańska – Koziegłowy/Poznańska – Koziegłowy/Gdyńska – Gdyńska – … – RONDO RATAJE Powrót: RONDO RATAJE – Jana Pawła II – Rondo Rataje – Jana Pawła II – … – Kicin/Poznańska – Kicin/Wodna – KICIN PĘTLA                              |